# Rio São João (Nicarágua)
O rio São João (río San Juan) é um rio da Nicarágua, com 200 km de extensão, que nasce no Lago Nicarágua (também chamado Cocibolca ou Mar Dulce) e desagua no mar das Caraíbas (Caribe). No seu curso inferior a margem direita forma parte da fronteira Costa Rica-Nicarágua.
Fazia parte, com o lago, de uma rota proposta para um "Canal da Nicarágua" no século XIX. A ideia do projeto foi reavivada na última década, incluindo a possibilidade de outras rotas dentro do país. O projeto Ecocanal obteve uma concessão da Assembleia Nacional da Nicarágua para reabrir o rio San Juan ao tráfego comercial de barcaças.
O Tratado de Cañas-Jerez (1858) estabelece que a Nicarágua é proprietária das águas do rio e que a Costa Rica só pode usá-la para navegação comercial em certas partes do rio, a critério da Nicarágua.
O rio San Juan é o lar de tubarões-touro de água doce que também vão para o Lago Nicarágua, além de uma grande variedade de vida marinha e biodiversidade.